# 도미니크 피르

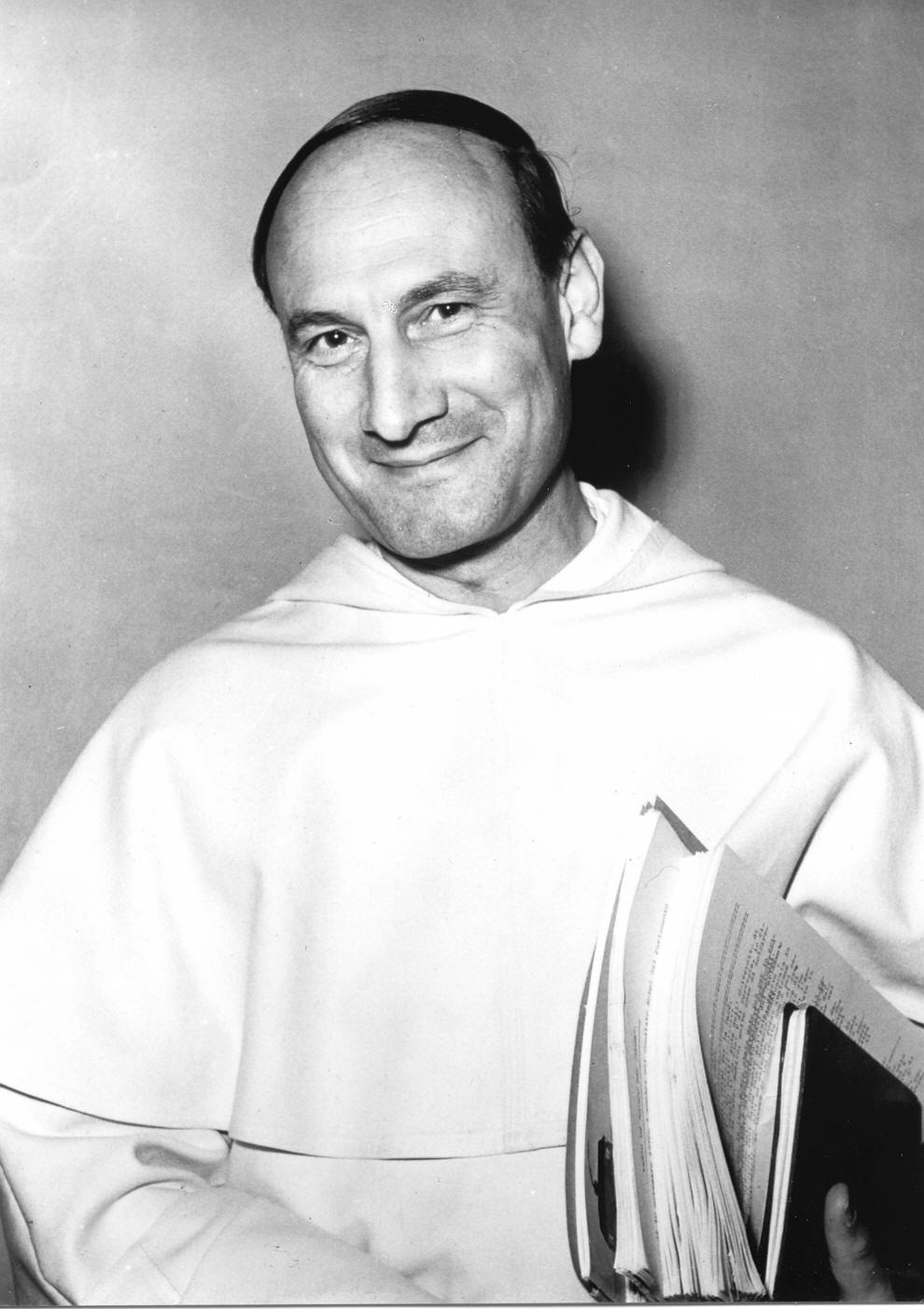
도미니크 피르

조르주 샤를 클레망 기슬랭 도미니크 피르(프랑스어: Georges Charles Clement Ghislain Pire, 1910년 2월 10일 디낭 ~ 1969년 1월 30일 루뱅)는 벨기에의 도미니코회 수도사이다. 제2차 세계 대전 이후 유럽에서 난민 구제 사업을 주도한 공로로 1958년 노벨 평화상을 수상했다.
1932년에 실시된 최종 의식을 통해 도미니코회 사제가 되었으며 자신도 "도미니크"라는 이름을 받게 된다. 그 후 로마 도미니코회 대학에서 신학과 사회학을 전공했으며 1934년 신학 박사 학위를 취득했다. 벨기에 위이에 있는 라 사르트 수도원으로 돌아온 이후부터 빈곤 세대 구제 사업에 주력했고 제2차 세계 대전 때에는 벨기에 레지스탕스에서 군종 사제로 활동하면서 연합군 조종사들의 국외 밀항을 도운 공로로 2차 대전 이후에 많은 메달을 받았다.
1949년 제2차 세계 대전 때에 발생한 난민에 대한 연구를 시작했고 《라인 강과 도나우 강은 60,000명의 난민들과 함께 한다》(Du Rhin au Danube avec 60,000 D. P..)와 같은 저서를 쓰면서 난민 전문 단체를 만들게 된다. 그가 만든 단체는 난민 가족에게 자금을 제공하였으며 1950년대에는 오스트리아와 독일에 난민 수용 시설을 건설했다. 도미니코회 수도사였지만 사회 활동 때에는 항상 자신의 신앙을 섞지 않았다.
1958년에 노벨 평화상을 수상하면서 전세계의 관심을 높이기 위해 "평화 대학" 설립에 협력했다. 빈곤이 근절되지 않는 한 평화는 오지 않을 것이라고 생각했으며 개발 도상국의 빈곤층에 대한 장기적인 지원을 시행하는 비정부 기구인 "평화의 섬"(Islands of Peace)을 창설하게 된다. 이 프로젝트는 인도와 방글라데시에서 시작되었다.
1969년 1월 30일 병원에서 수술을 받던 도중에 선종했으며 그가 창설한 4개의 단체는 그가 사망한 지 30년 이상이 지난 후에도 운영되고 있다.